# سرسره (آذربایجان)
سرسره (به لاتین: Sərsurə) یک منطقه مسکونی در جمهوری آذربایجان است که در شهرستان اسماعیل‌لی واقع شده‌است.